# エレバス (クレーター)
エレバス(Erebus)は、火星のクレーターである。より大きなクレーターであるビクトリアを訪れる途中のオポチュニティが立ち寄った。1941年にジェイムズ・クラーク・ロスがロス棚氷を発見した探検の際に乗っていたHMSエレバスから名付けられた。ローバーは、おおよそ2005年10月から2006年3月の間、このクレーターに近づいた。
このクレーターの縁には、命名された2つの岩であるパイソン・リッジ(Payson Ridge)とオリンピア・リッジ(Olympia  Ridge)がある。
エレバスは、以前にオポチュニティが訪れたより小さなクレーターであるボストークの南約2500mのところにある。科学者が"etched terrain"と呼ぶ、メリディアニ平原の砂地の下から岩が除く領域に囲まれている。
エレバスの幅は約350mで、エンデュランスの2倍ほど大きい。しかし、このクレーターは非常に古く浸食されているため、地上からはほとんど見えず、砂丘地帯にいくつかの平らな岩が単に円形に並んでいるように見える。

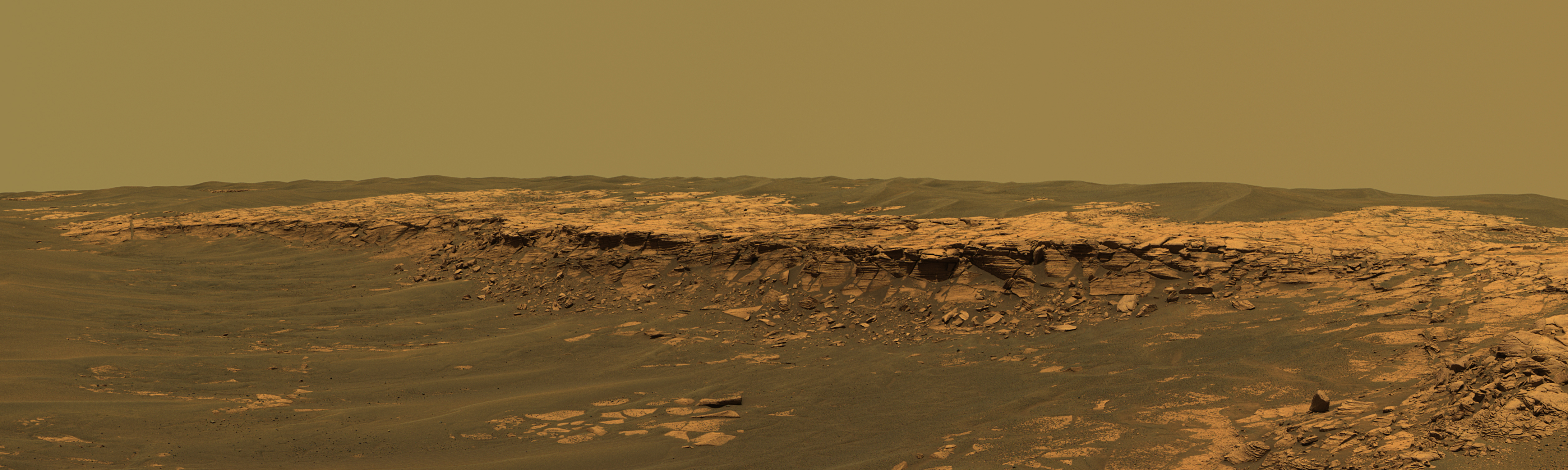
エレバスの西端にあるパイソン・リッジと名付けられた岩
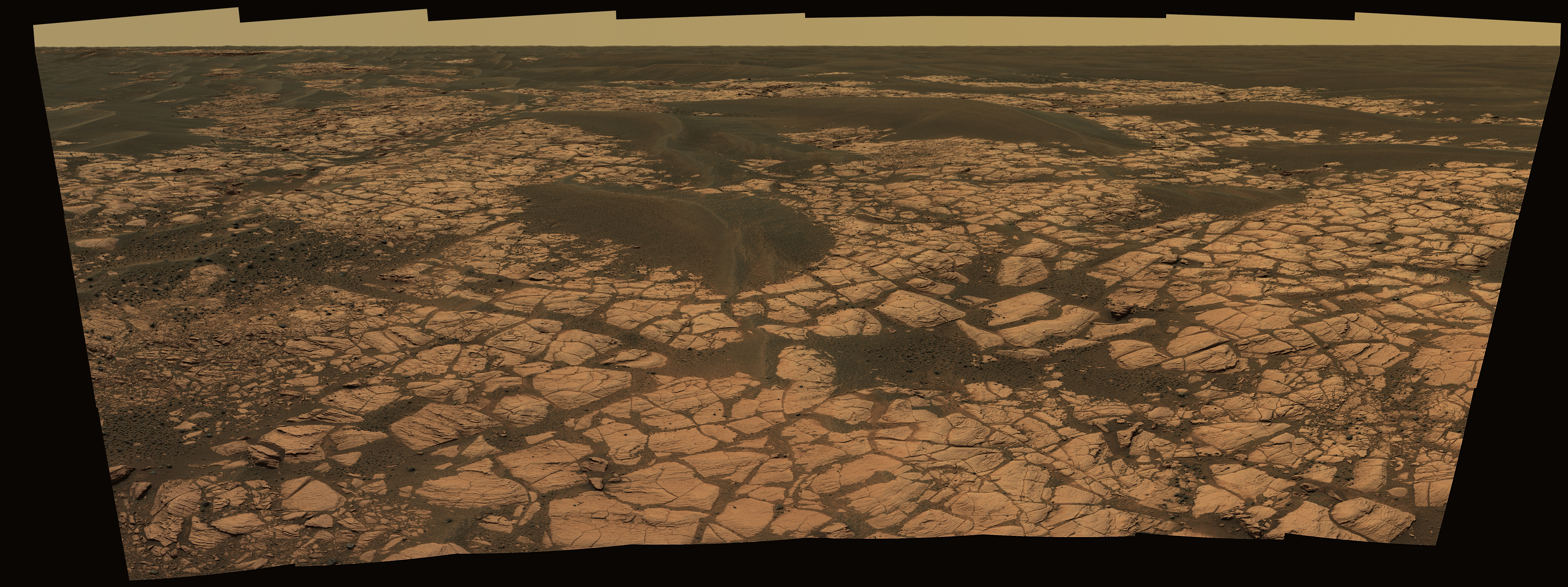
エレバスの北西端にあるオリンピア・リッジと名付けられた岩
オポチュニティが撮影したカラーのパノラマ画像。クレーター自体は、上部中央に見える。

## 外部リンクと関連文献

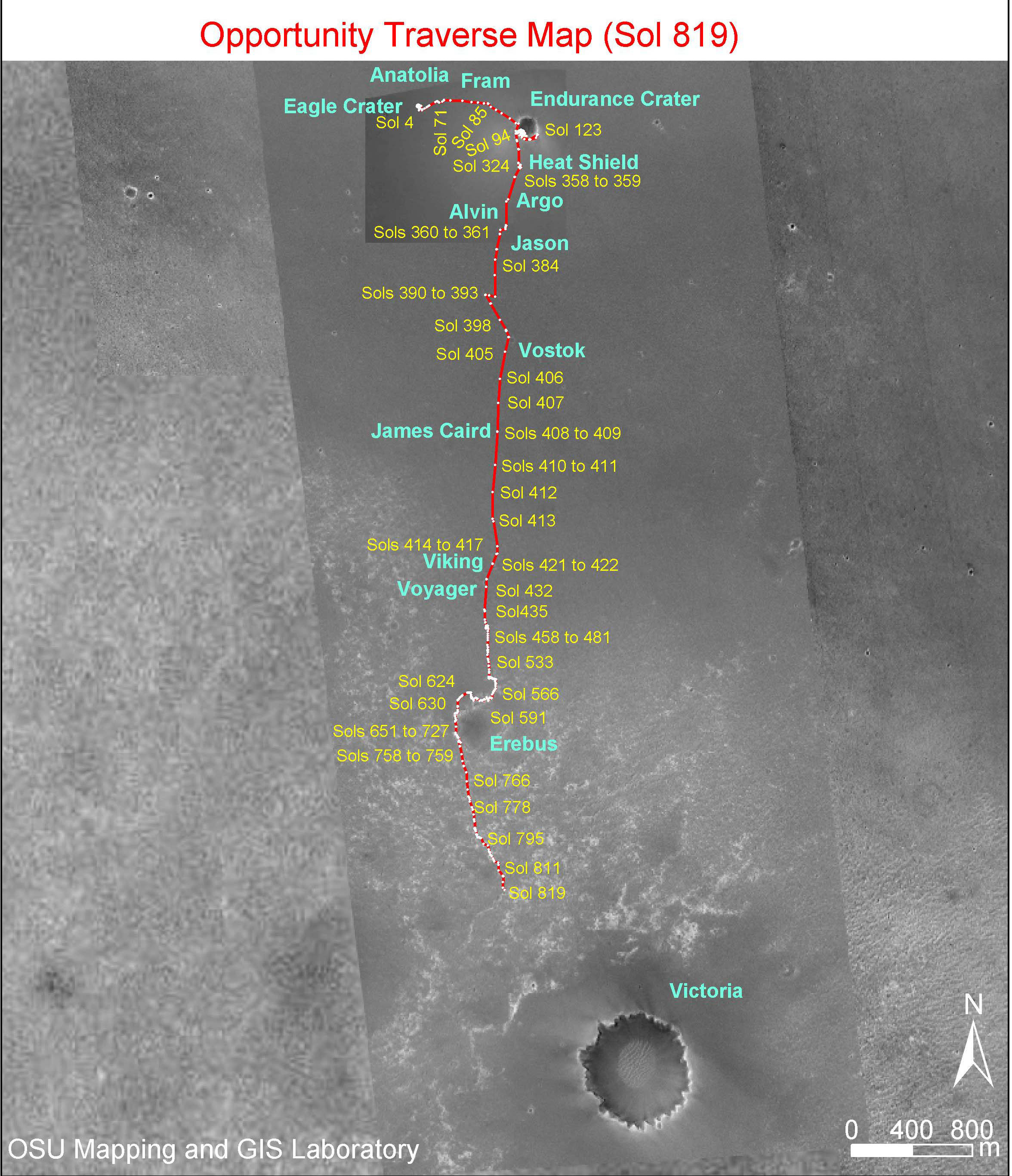
エレバスは、この衛星画像の中央付近に位置する。